# 꼬마향고래
꼬마향고래 또는 꼬마향유고래(학명 :Kogia sima)는 향고래와의 근연과인 꼬마향고래속의 2가지 종중 하나이다. 바다에서는 잘 발견되지 않아 해안가에 떠내려온 개체를 통해 연구가 진행되고 있지만, 쇠향고래보다는 더 해안에 근접하는 편이다.

## 같이 보기
- 고래류의 종 목록